# Bottedo
Bottedo è una località del comune di Lodi, posta ad ovest della città, comune autonomo fino al 1873.

## Storia
Il centro fu attestato per la prima volta, con il nome di Borsello, nel 1204. Comprendeva le frazioni di Paderno, Carnesella e Cà de' Valvassori.
Il comune ebbe sempre fisionomia agricola e dipese sempre strettamente dalla vicina Lodi. All'inizio del XIX secolo contava circa 200 abitanti. Come molti comuni rurali (definiti dall'amministrazione austriaca "di III classe") era governato da un rappresentante dei possidenti terrieri, che aveva ufficio nella città di Lodi.
Dal 1861 il centro fu lambito dalla linea ferroviaria Milano-Bologna, ma data la scarsa importanza della località non si pensò mai a costruire una stazione.
Nel 1873 il comune di Bottedo fu unito ai Chiosi di Porta Cremonese e ai Chiosi di Porta Regale (il termine Chiosi, di origine dialettale, indicava in passato le terre agricole circostanti la città di Lodi, analogamente ai più noti "Corpi Santi" intorno a Milano), formando il nuovo comune di Chiosi Uniti con Bottedo. Il nuovo comune, però, esistette per meno di quattro anni, venendo annesso alla città di Lodi nel 1877.
Attualmente, in seguito allo spopolamento delle aree rurali, Bottedo si presenta come un grosso cascinale, parzialmente abbandonato. Le frazioni di un tempo hanno subito la stessa sorte.